# Blow My Fuse
Blow My Fuse es el cuarto álbum de estudio de la banda de glam metal estadounidense Kix, publicado el 19 de septiembre de 1988 por el sello Atlantic Records. Contiene la power ballad "Don't Close Your Eyes", canción que se convirtió en la más reconocida de la agrupación.

## Lista de canciones
1. "Red Lite, Green Lite, TNT" (Donnie Purnell, Jon Reede, Marc Tanner, Steve Whiteman) – 3:54
2. "Get It While It's Hot" (Philip Brown, Purnell, John Palumbo) – 4:24
3. "No Ring Around Rosie" (Purnell, Taylor Rhodes) – 4:34
4. "Don't Close Your Eyes" (Bob Halligan, Jr., Palumbo, Purnell) – 4:15
5. "She Dropped Me the Bomb" (Palumbo, Purnell) – 3:46
6. "Cold Blood" (Purnell, Rhodes) – 4:16
7. "Piece of the Pie" (Purnell, Reede, Tanner, Whiteman) – 3:55
8. "Boomerang" (Purnell) – 3:44
9. "Blow My Fuse"(Purnell) – 4:00
10. "Dirty Boys" (Palumbo, Purnell) – 3:42

## Personal

### Kix
- Steve Whiteman – voz, armónica
- Ronnie "10/10" Younkins – guitarra
- Brian "Damage" Forsythe – guitarra
- Donnie Purnell – bajo, teclados
- Jimmy "Chocolate" Chalfant – batería, percusión